# 杜尔贝站
杜尔贝站是叶尔加瓦-利耶帕亚铁路线上的一个火车站；车站建于1929年，由于经营不善的缘故车站于2001年8月15日停止运营；目前为止车站大楼只剩下了一堆废墟。